# Екстрактивна индустрија
Екстрактивна индустрија (лат. extractus — извучен) је грана индустрије која се бави добијањем сировина и горива експлоатацијом из водених површина и земљишта. У њу се убрајају добијање нафте, гаса, угља, руда и др.